# Nostell Priory

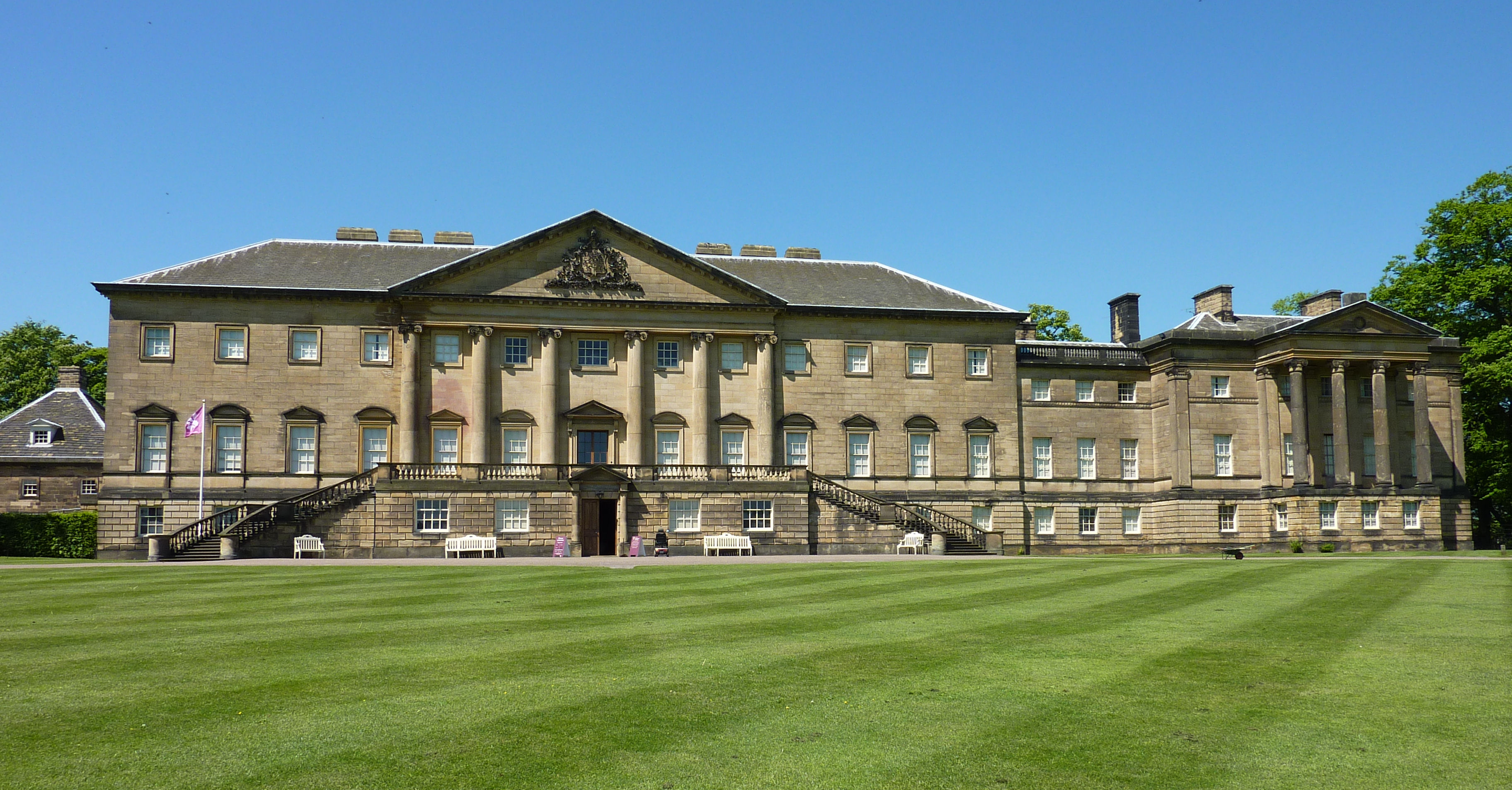
Priorato de Nostell (alzado frontal)

Nostell Priory, denominado por National Trust simplemente como Nostell, es una casa palladiana ubicada en Nostell, cerca de Crofton, cerca de Wakefield, West Yorkshire, Inglaterra, a la que se llega por la carretera a Doncaster desde Wakefield. Data de 1733 y fue construido para la familia Winn en el sitio de un priorato medieval. El priorato y su contenido fueron entregados al National Trust en 1953 por los fideicomisarios de la finca y Rowland Winn, tercer barón de St Oswald.

## Historia

### Historia monástica
El priorato fue una fundación agustina del siglo XII, dedicada a San Oswald, apoyada inicialmente por Robert de Lacy de Pontefract y Thurstan de York. Alrededor de 1114, Aldulf, confesor de Enrique I de Inglaterra, era prior de un grupo de canónigos regulares en Nostell. Es probable que Scone Abbey fuera fundada por monjes de Nostell.
Se cree que Sir John Field, el primer astrónomo copernicano destacado en Inglaterra, estudió en Nostell en su juventud bajo la tutela del prior Alured Comwn.
Como parte de la Disolución de los Monasterios, el priorato fue incautado y depredado en 1540 y otorgado al Dr. Thomas Leigh. Nostell fue comprado en 1567 por Sir Thomas Gargrave, alto sheriff de Yorkshire, presidente de la Cámara de los Comunes y presidente del Consejo del Norte de James Blount, sexto barón Mountjoy, por 3.560 libras esterlinas. En 1613, William Ireland compró Nostell, quien más tarde, en 1629, vendió la propiedad a Sir John Wolstenholme, primer baronet por 10.000 libras esterlinas. Luego, los Winn compraron Nostell a Wolstenholme quien se declaró en bancarrota debido a las deudas en las que incurrió para financiar la causa realista.

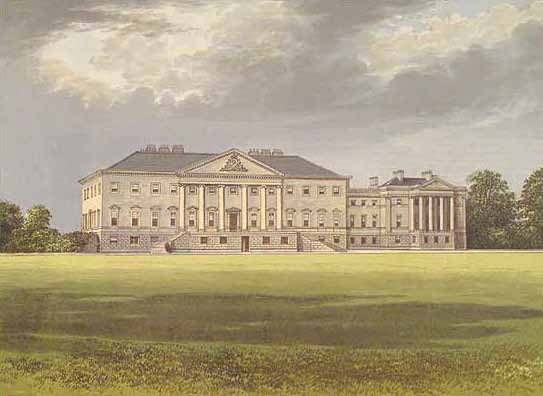
Priorato de Nostell en 1880

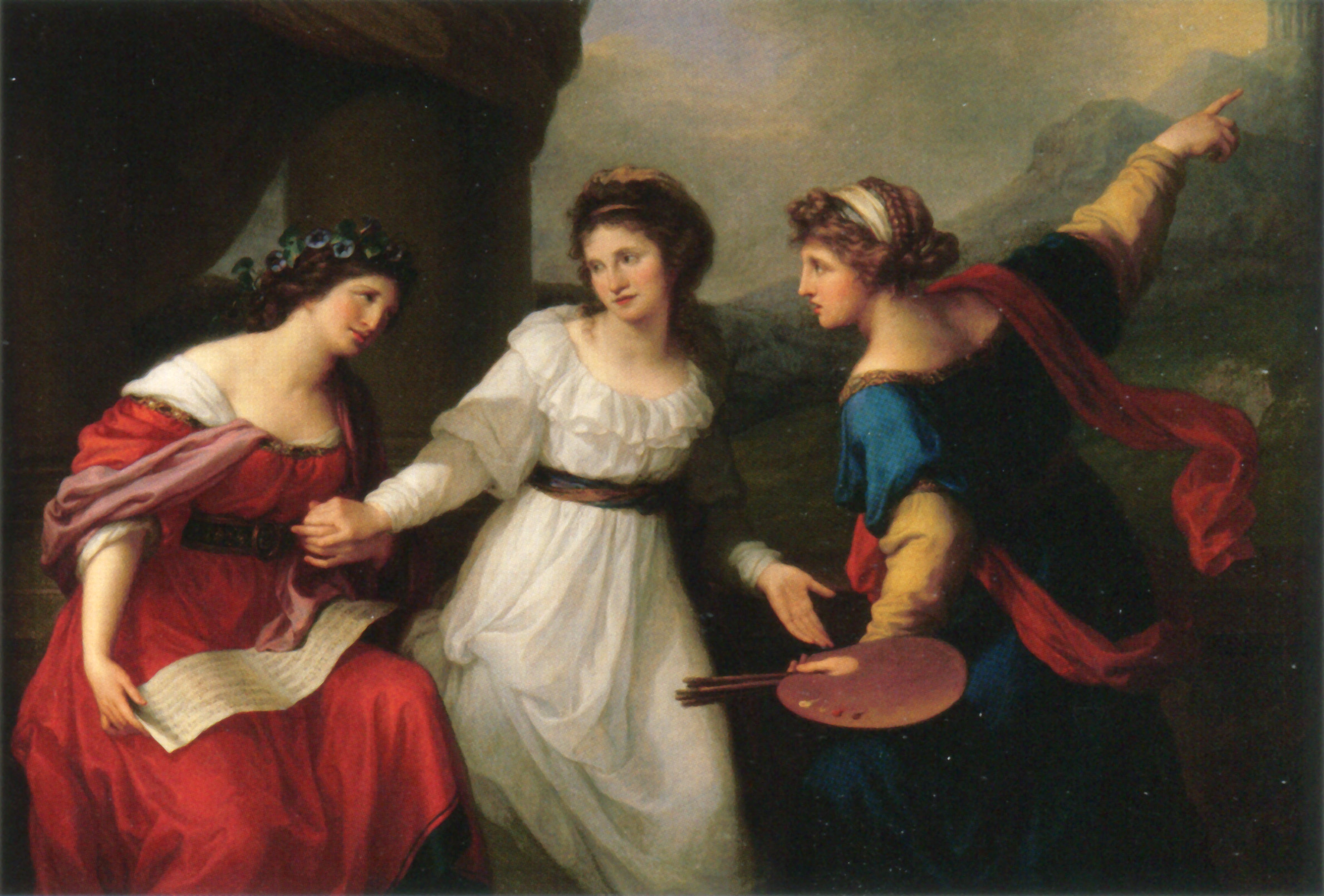
Autorretrato vacilando entre las artes de la música y la pintura de Angelica Kauffmann

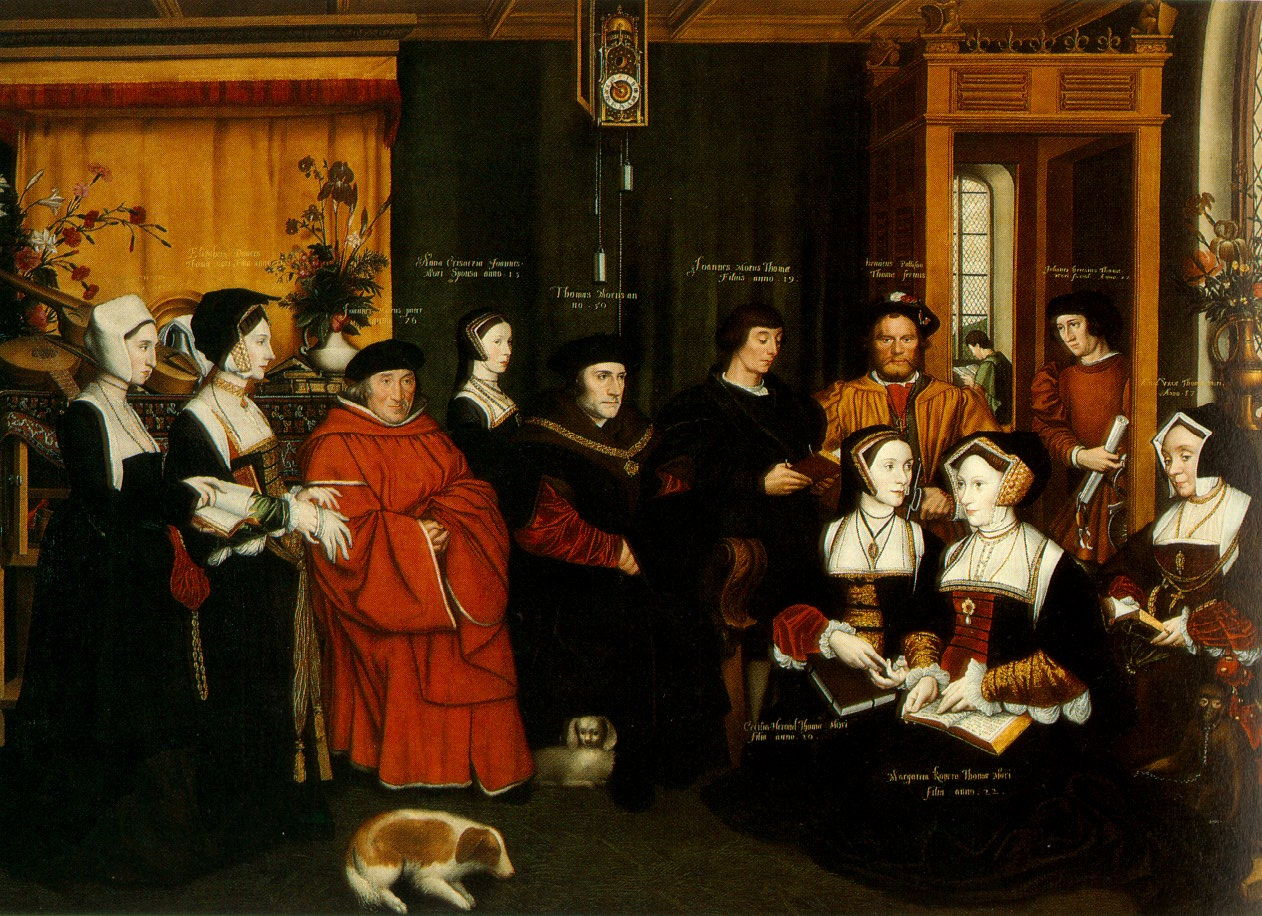
Rowland Lockey después de Hans Holbein el Joven, Sir Thomas More y su familia (versión Nostell Priory, 1592)

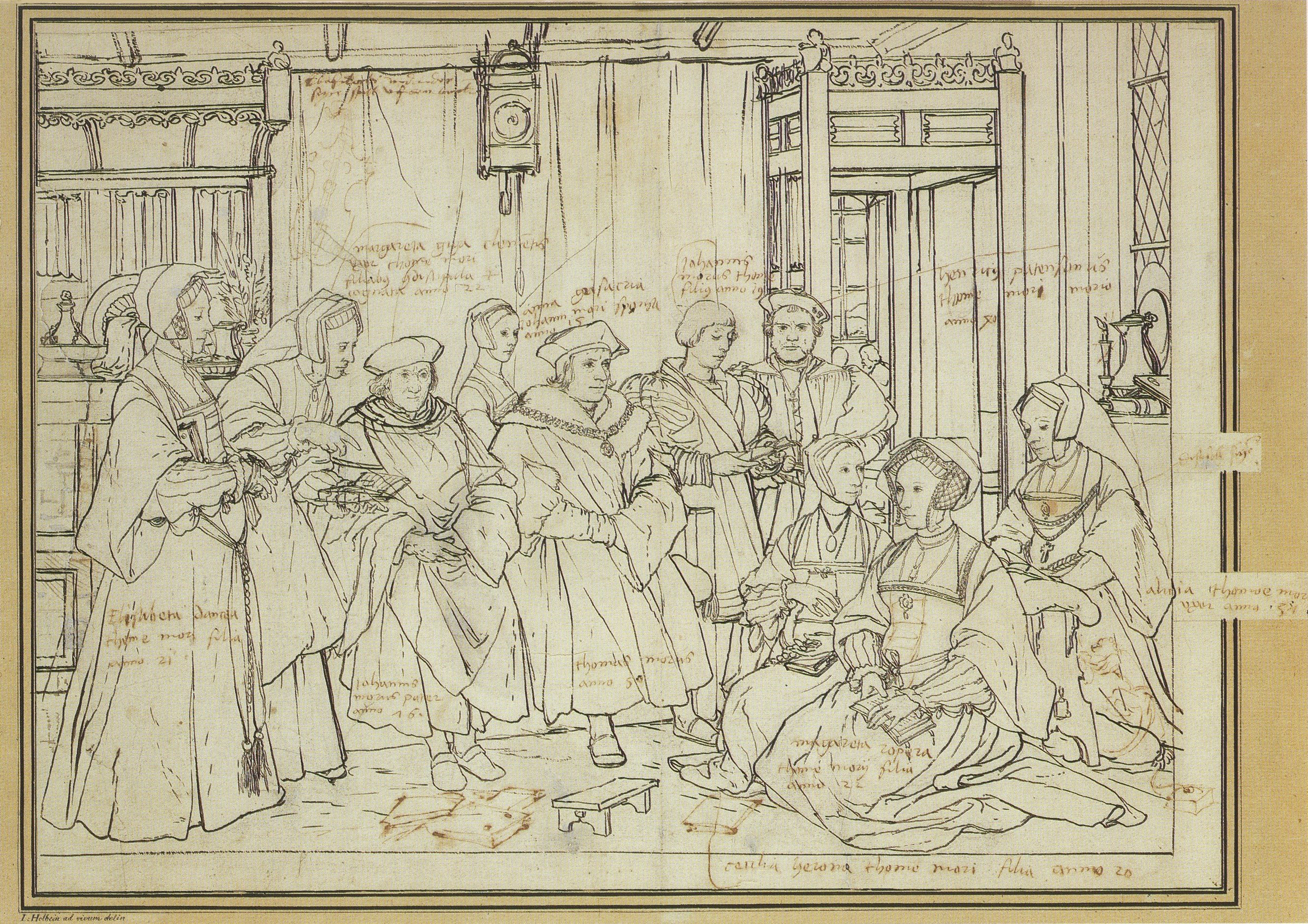
Estudio para un retrato de la familia de Tomás Moro, c. 1527, de Hans Holbein el Joven (Kunstmuseum Basel)

### Historia posterior

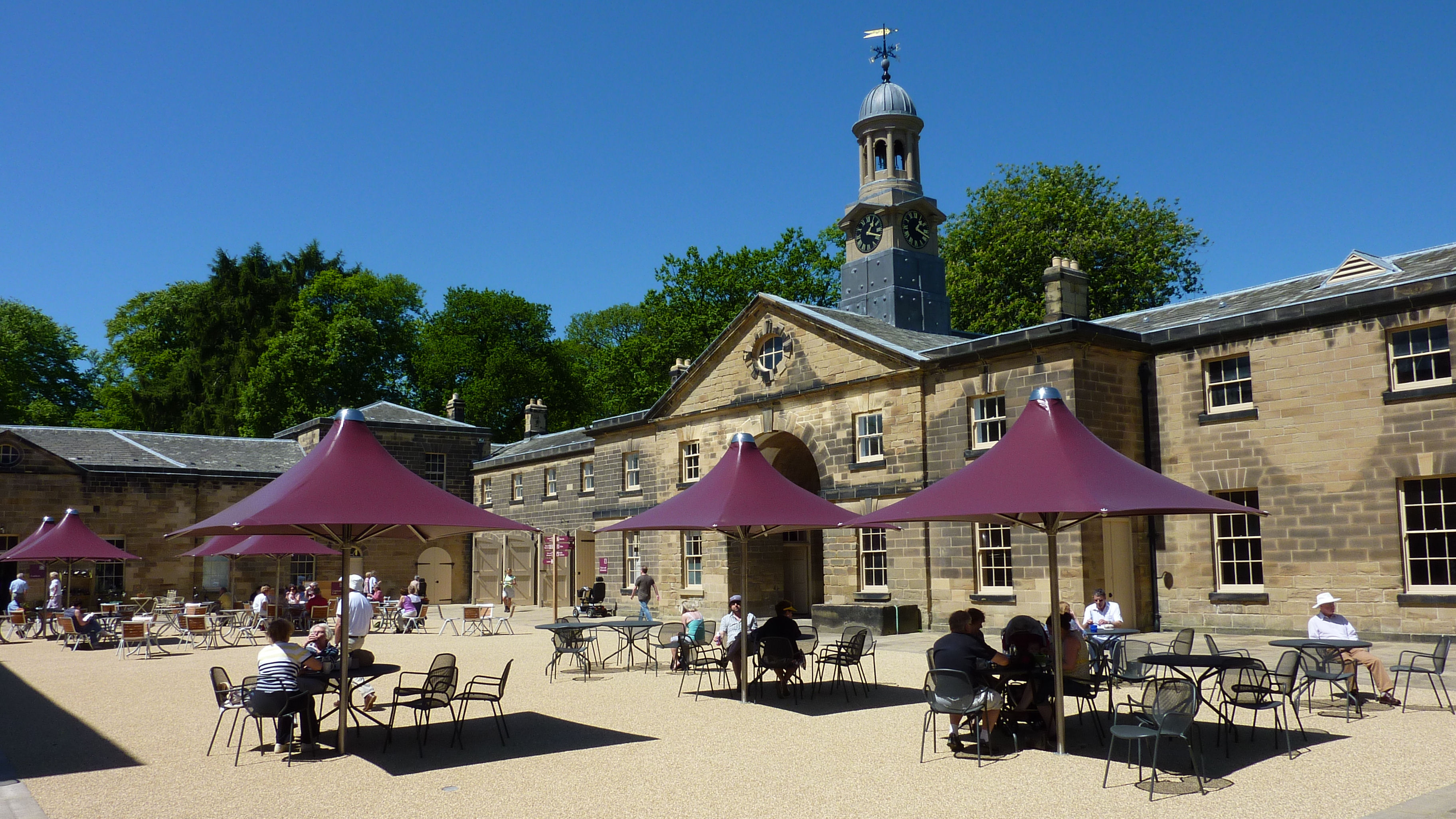
Cuadra de caballerizas y patio

La finca fue comprada en 1654 por el concejal de Londres, Sir Rowland Winn, después de que su último propietario, Sir John Wolstenholme, se declarara en quiebra en 1650. La construcción de la casa actual comenzó en 1733, y los muebles, enseres y decoraciones realizados para la casa permanecen in situ. Los Winn eran comerciantes textiles en Londres, George Wynne de Gwydir fue nombrado Draper de Isabel I, su nieto, Sir George Winn fue nombrado 1.er Baronet de Nostell en 1660 y la familia posteriormente debió su riqueza al carbón bajo la propiedad, y más tarde de arrendamiento de terrenos en Lincolnshire para extraer mineral de hierro durante la Revolución Industrial. 
La casa fue construida por James Paine para Sir Rowland Winn 4th Bart en el sitio de un priorato del siglo XII dedicado a San Oswald. Robert Adam recibió el encargo de diseñar alas adicionales, de las cuales solo se completó una, y completar los cuartos. Adam agregó una escalera doble al frente de la casa y diseñó edificios en la finca, incluido el bloque de establos. 
Alberga una gran colección de muebles Chippendale, todos hechos para la casa y encargados por Sir Rowland Winn 5th Bart y su esposa Sabine Winn. Thomas Chippendale nació en Otley en 1718 y tenía talleres en St Martins Lane, Londres. La colección de arte de Nostell Priory incluye The Procession to Calvary de Pieter Brueghel the Younger, la escena de William Hogarth de Shakespeare's The Tempest, la primera representación en una pintura de cualquier escena de las obras de Shakespeare, y un autorretrato de Angelica Kauffman, así como la copia de Rowland Lockey de la pintura de Hans Holbein (c1527 pero ahora perdida) de Sir Thomas More and Family; esta copia fue encargada en 1592 por la familia More y llegó a Nostell en el siglo XVIII, y se dice que es la más fiel al original destruido.
En la sala de billar se encuentra un reloj de caja larga, con un mecanismo interno casi completamente de madera, realizado por John Harrison en 1717. Harrison, cuyo padre Henry se cree que fue carpintero de la propiedad, nació a media milla de la propiedad. Se hizo referencia a él como John "Longitud" Harrison, después de dedicar su vida a resolver el problema de encontrar la longitud en el mar mediante la creación de un cronometrador marino preciso. Conocido como H4, este cronómetro se puede ver en el Observatorio Real de Greenwich, Londres. 
En agosto de 1982 hubo allí un festival de música, patrocinado y organizado por Theakston's Brewery, que fue un gran éxito. Dos años después, en 1984, hubo otro festival organizado por un grupo diferente de personas. Aunque este evento fue un festival comercial, el " Convoy " participó en la organización de un festival gratuito junto a él. La policía antidisturbios se movilizó para suprimir este aspecto del evento.
En mayo de 2007, un juego de muebles Gillows volvió a la casa después de la remodelación. Estas piezas amueblan ahora la sala de tapices, al igual que un par de grandes jarrones venecianos, hechos de madera con incrustaciones de marfil y piedras semipreciosas. 
El bloque de establos de Adam ha sido objeto de una importante renovación y ahora está abierto como centro de visitantes para la casa y el parque. 
En junio de 2009, se entregó al National Trust un conjunto de habitaciones en el segundo piso. Estas habitaciones utilizadas por los Winn nunca antes habían estado a la vista del público. Contienen el contenido original, incluida una cama con dosel estilo regencia y un conjunto de muebles de dormitorio victorianos. Otra sala abierta a los visitantes es la despensa del mayordomo, con una exhibición de plata de la familia Winn, en los gabinetes de la cámara acorazada adyacentes.

## Jardines

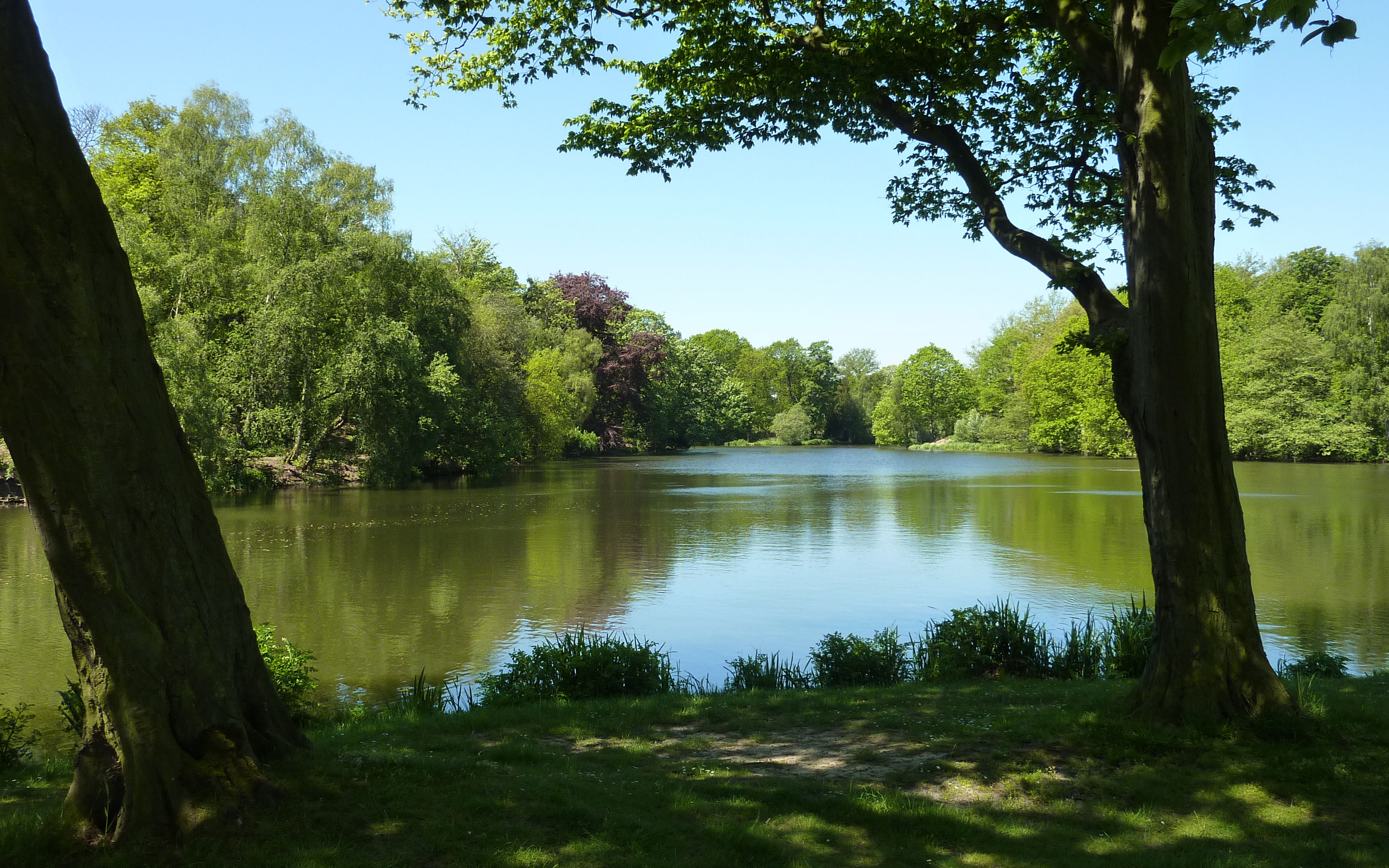
El lago inferior en Nostell Priory

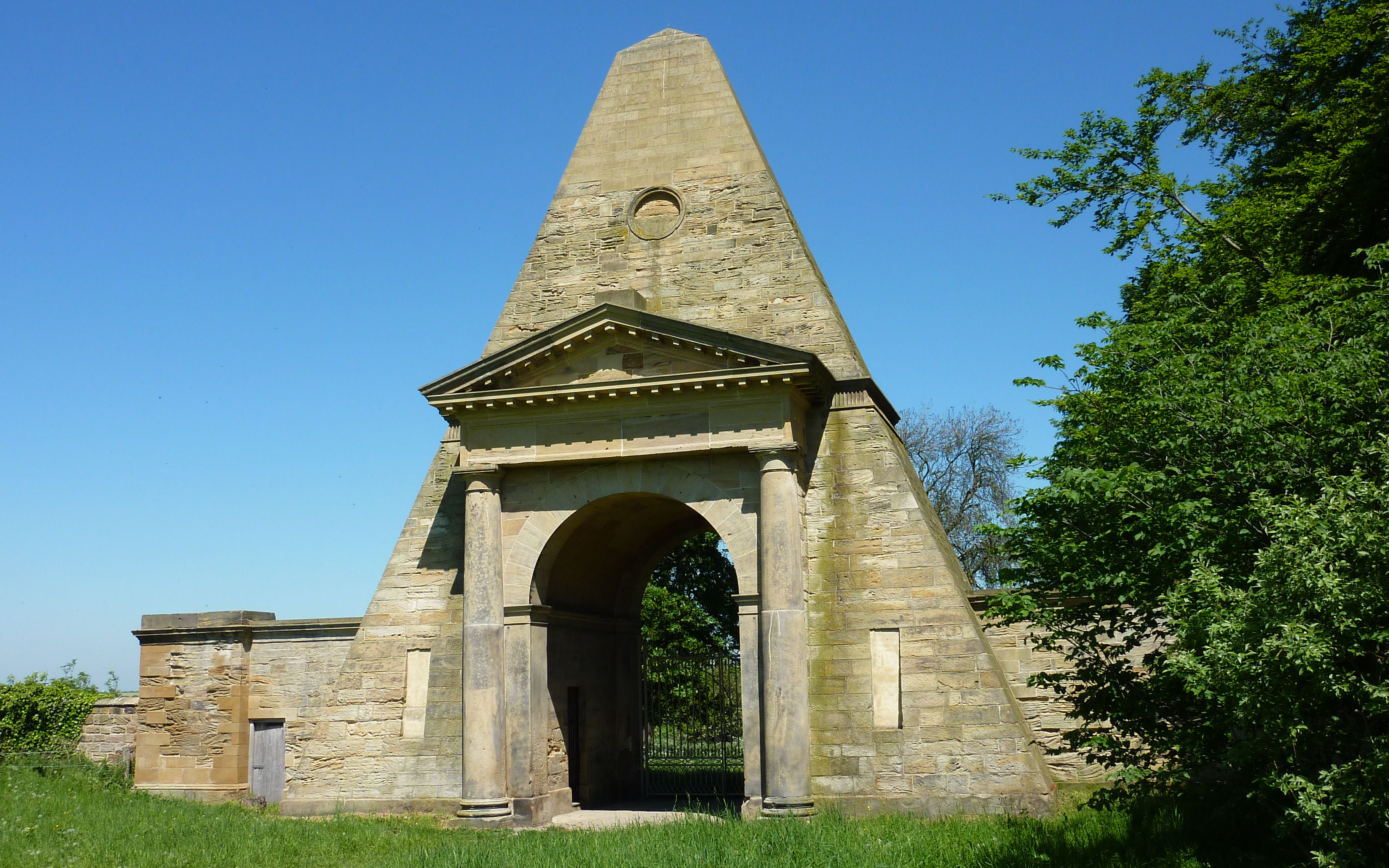
Obelisco Lodge en Nostell Priory

Nostell Priory ocupa 121 hectáreas (300 acres) de zonas verdes. Dentro de los terrenos y jardines hay paseos junto al lago. La fachada principal de la casa mira hacia el este hacia una vista de césped. Conduciendo al lago en el lado oeste de la casa está el jardín oeste. El parque tiene paseos junto al lago y por el bosque, vistas del puente del druida y paseos hasta el Obelisk Lodge restaurado, una puerta de entrada del parque, a través de prados de flores silvestres. El National Trust compró el parque a Lord St Oswald con fondos del fondo Heritage Lottery. Esta subvención permitió que el fideicomiso adquiriera cuadros, libros y muebles de la familia. 
El Obelisk Lodge fue construido en el siglo XVII y estuvo habitado hasta finales de la década de 1950.
El césped principal y los campos inferiores al este se han utilizado para varios eventos grandes y pequeños a lo largo de los años, sin embargo, fue el "Condado de Scouts de Yorkshire Central" en 2000 el que proporcionó un cambio fundamental en la forma en que se podían usar los terrenos. La organización eligió Nostell Priory como el sitio para su "Millennium Camp" del año 2000, que atraería a unas 2500 personas de todo el movimiento Scouting de Yorkshire. Durante el proyecto de preparación de 12 meses para crear instalaciones e infraestructura temporales, el empleado de Yorkshire Water Jon Potter  persuadió a sus empleadores para que donaran/instalaran cañerías subterráneas de agua a alta presión y puntos de tubería vertical en todo el terreno del este. Esto no tenía precedentes tanto en términos de una donación corporativa como en su beneficio para el Priorato, que hasta ese momento había estado considerando cómo podrían autofinanciar exactamente esta mejora. 
En 2012, la BBC informó que se había otorgado un permiso de planificación para una nueva base de operaciones para Yorkshire Air Ambulance, que incluye un hangar y alojamiento para la tripulación y esta operativo en el verano de 2013. Reemplazó la instalación anterior en el aeropuerto de Leeds/Bradford.